# Биляна Петринска
Биляна Петринска е българска актриса, озвучаваща актриса, певица и театрален педагог.

## Образование
По време на средното си образование учи банково дело. През 1994 г. завършва Театрален колеж „Любен Гройс“, като оттогава до 2005 г. е асистент.

## Актьорска кариера
Петринска работи в Народен театър „Иван Вазов“. Има десетки роли в киното и театъра. Снима се и в телевизионни сериали, като едни от тях са „Тя и той“, „Кафе пауза“ и втори сезон на „Клиника на третия етаж“. През 2013 г. играе една от главните ролите в сериала „Секс, лъжи и телевизия: Осем дни в седмицата“.

### Участия в театрални пиеси
- 2024 – „Моби Дик“ – реж. Диана Добрева – Херман Мелвил – Народен театър „Иван Вазов“
- 2021 – „Компания“ – реж. Михаил Петров – Флориан Зелер – Народен театър „Иван Вазов“
- 2020 – „О, ти, която и да си“ – реж. Бойка Велкова – Иван Вазов – Народен театър „Иван Вазов“ (главна роля)
- 2018 – „Среща в Санлис“ – реж. Атанас Атанасов – Жан Ануи – Народен театър „Иван Вазов“
- 2017 – „Калигула“ – реж. Диана Добрева – Албер Камю – Народен театър „Иван Вазов“
- 2016 – „Синята птица“ – реж. Мариус Куркински – Морис Метерлинк – Народен театър „Иван Вазов“
- 2014 – „Дневникът на Дракула – 2“ – „Балет Арабеск“
- 2014 – „Жана“ – реж. Явор Гърдев – Народен театър „Иван Вазов“
- 2012 – „Животът е прекрасен“ – Николай Ердман – реж. Александър Морфов
- 2012 – „Дневникът на Дракула“ – реж. Мила Искренова – Музикален театър „Стефан Македонски“
- 2009 – „Казанова“ – реж. Диана Добрева – театър „Сълза и смях“
- 2007 – „Идеалния мъж“ – реж. Тиери Аркур – Оскар Уайлд – Народен театър „Иван Вазов“ (главна роля)
- 2006 – „Домът на Бернарда Алба“ – Ф. Г. Лорка – Народен театър „Иван Вазов“
- 2005 – „Почивен ден“ – К. Донев – Народен театър „Иван Вазов“ (поддържаща роля)
- 2004 – „Да си вземеш жена от село“ – У. Уичърли – Народен театър „Иван Вазов“
- 2004 – „Службогонци“ – Ив. Вазов – Народен театър „Ив. Вазов“ (поддържаща роля)
- 2003 – „Зимна приказка“ – У. Шекспир – Народен театър „Иван Вазов“ (поддържаща роля)
- 2002 – „Албена“ – Й. Йовков – Народен театър „Иван Вазов“ (поддържаща роля)
- 2001 – „Призраци в Неапол“ – Е. Де Филипо – Народен театър „Иван Вазов“ (главна роля)
- 2000 – „Паметта на водата“ – Ш. Стивънсън – Народен театър „Иван Вазов“ (главна роля)
- 2000 – „Пуканки“ – Бен Елтън – Народен театър „Иван Вазов“ (главна роля)
- 1999 – „Двубой“ – Иван Вазов – Народен театър „Иван Вазов“ (поддържаща роля)
- 1999 – „Котка върху горещ ламаринен покрив“ – реж. Николай Ламбрев – Тенеси Уилямс – Театър „Българска армия“ (Маги)
- 1998 – 2016 – „Пигмалион“ – реж. Леон Даниел – Джордж Бърнард Шоу – Народен театър „Иван Вазов“ (поддържаща роля)
- 1998 – „Михал Мешкоед“ – Общински театър „Възраждане“ – София (главна роля)
- 1996 – „Жената от морето“ – Х. Ибсен – Общински театър „Възраждане“ – София (поддържаща роля)
- 1995 – „Криворазбрана цивилизация“ – Общински театър „Възраждане“ – София (поддържаща роля)
- 1995 – „Майстори“ – Р. Стоянов – Театър „Никола Вапцаров“ – Благоевград – (главна роля)
- 1994 – „Пепеляшка“ – Общински театър „Възраждане“ – София (главна роля)

### Кариера на озвучаваща актриса
Петринска започва да се занимава с озвучаване през 2004 г. първоначално с единични филми в нахсинхронния дублаж. Първият филм, за който дава гласа си, е на д-р Лиз Уилсън (изиграна от Дженифър Лав Хюит) в двата филма на „Гарфилд“.
По-активно се занимава с войсоувър през 2006 г. по покана на Лидия Михова и Иван Танев. Едни от първите сериали, за които дава гласа си, са „Закон и ред“ и „Закон и ред: Специални разследвания“.
Други известни поредици с нейно участие са „Вавилон 5“ (дублаж на студио Доли), „еЛ връзки“, „Шепот от отвъдното“, „Декстър“, „Престъпни намерения“, „Частна практика“ и „Мистериите на Мис Фишър“ (дублаж на Андарта Студио).
Сред ролите й в нахсинхронните дублажи са Лидия Копърботъм в „Роботи“, Дризела в „Пепеляшка“, Алекса в „Барби и диамантеният дворец“ и други.
| Актриса           | Заглавия | Роли                                            |
| ----------------- | --- | ----------------------------------------------- |
| Аиша Тайлър       | Шепот от отвъдното (във втори сезон, дублаж на bTV) Престъпни намерения (от дванайсети до петнайсети сезон) | Андрея Марино Д-р Тара Люис                     |
| Дейна Дилейни     | Супермен: Анимационният сериал Супермен: Брейниак атакува еЛ връзки                                         | Лоис Лейн Сенатор Барбара Гришам                |
| Джена Бойд        | В неизвестност Шепот от отвъдното                                                                           | Дот Гилкисън Джули Паркър                       |
| Дженифър Лав Хюит | Гарфилд Гарфилд 2 Престъпни намерения                                                                       | Лиз Уилсън Кейт Калахан                         |
| Мира Сорвино      | Резервни убийци (дублаж на bTV) Последният тамплиер                                                         | Мег Кобърн Тес Чейкин                           |
| Рейчъл Вайс       | Фред Клаус Агора                                                                                            | Уанда Блинковски Хипатия                        |
| Рома Мафия        | Закон и ред (в четиринайсети сезон) Шепот от отвъдното Декстър                                              | Ванеса Галиано Д-р Хилари Слоун Брачен терапевт |

## Личен живот
На 8 май 2018 г. се ражда нейният син.

## Екранни участия – България
- 1998 – „Испанска муха“ – реж. К. Коларов
- 1998 – „Духът на баща ми“ – реж. И. Андонов
- 1999 – „Един камион за двама“ – медицинската сестра
- 1999 – „Case by conscious“ (тв) – реж. Д. Боджаков
- 1999 – „Сламено сираче“ (5-сер. тв)
- 1999 – „Магьосници“ (4-сер. тв) – реж. И. Георгиев и Сотир Гелев – Добрата магьосница
- 2000 – „Хайка за вълци“ (6-сер. тв) – Вева – реж. Ст. Трифонов
- 2001 – „Най-важните неща“ (2-сер., тв) – Кремена, реж. Ив. Андонов
- 2001 – „Огледалото на дявола“ (4-сер. тв) – реж. Николай Волев
- 2002 – 2007 – „Тя и той“ – реж. Станислав Тодоров-Роги
- 2003 – „Следвай ме“ (тв) – реж. Дочо Боджаков
- 2004 – „Легенда за белия глиган“ – реж. Ивайло Джамбазов - Божидарова, иманярка, представяща се за „археолог“, и съпруга на Божидаров
- 2005 – „Патриархат“ (тв сериал) – реж. Дочо Боджаков
- 2005 – „Кафе пауза“ (тв)
- 2006 – „Време за жени“ – реж. Ил. Костов
- 2009 – „Леки семейни неприятности“ (късометражен) – реж. Антон Парталев
- 2010 – „Клиника на третия етаж“ (тв сериал) – Анастасия (в 1 серия: XXXIII)
- 2010 – „Анета“ – Анета (главна героиня) – реж. Стан Стефанов
- 2011 – „Английският съсед“ (тв сериал) – Глория
- 2013 – „Секс, лъжи и телевизия: Осем дни в седмицата“ (тв сериал) – Биляна Николова
- 2015 – „Връзки“ (тв сериал) – Нора, „съпругата“ на Тони

## Екранни участия в чужди продукции
- 1999 – „Вагон за двама“ – Франция (поддържаща роля)
- 2001 – „Дело по съвест“ – Италия – реж. Л. Перели (поддържаща роля)
- 2002 – „Джовани XIII“ – Италия – реж. Дж. Капитани (епизодична роля)
- 2002 – „Дълбоко в бездната“ – САЩ – реж. Даниъл Науф (главна роля)
- 2002 – „Дело по съвест“ – Италия – реж. Л. Перели (епизодична роля)
- 2003 – „Торус“ – САЩ (поддържаща роля)
- 2003 – „Смъртно наказание“ – Франция – реж. Жил Бо (поддържаща роля)
- 2006 – „Магна Аура - изгубеният град“ – България/Германия (епизодична роля)
- 2007 – „До смърт“ – САЩ – реж. Саймън Фелоус (епизодична роля) – сервитьорка
- 2007 – „Хитман“ – САЩ/Великобритания/Франция/Русия – прод. Патрик Сандрен (епизодична роля) – служител на руската полиция
- 2007 – „Дон Дзено“ – Италия – реж. Джан Луиджи Калдероне (епизодична роля)
- 2012 – „Непобедимите 2“ – САЩ – реж. Саймън Уест (епизодична роля)

## Номинации
- За наградата „Дионисий“ `95 – за главна женска роля в спектакъла „Майстори“ – ролята на Милкана
- За наградата на Съюза на артистите в България – за главна женска роля в „Михал Мишкоед“ – 1998 – ролята на Софрона
- За наградата „Аскеер“ `98 – в раздел „Изгряваща звезда“ за същата роля – Общински театър „Възраждане“